# Liste der denkmalgeschützten Objekte in Schnifis
Die Liste der denkmalgeschützten Objekte in Schnifis enthält die denkmalgeschützten, unbeweglichen Objekte der Gemeinde Schnifis.

## Denkmäler
| Foto |                 | Denkmal                                                                            | Standort                                | Beschreibung | Metadaten |
| ---- | --------------- | ---------------------------------------------------------------------------------- | --------------------------------------- | --- | --- |
| ja   | Datei hochladen | Bauernhof, ehem. Gasthof HERIS-ID: 33549 Objekt-ID: 31145                          | Jagdbergstraße 16 Standort KG: Schnifis | Der Bauernhof in Holzstrickbauweise auf einem verputzten Natursteinsockel diente ursprünglich als Gasthof. Seine Giebelseite ist zur Ortshauptstraße gewandt; eine Holztreppe führt zum überdachten Hauseingang.                                                                                 | BDA-Hist.: Q37952691 Status: Bescheid Stand der BDA-Liste: 2025-06-30 Name: Bauernhof, ehem. Gasthof GstNr.: .93 Rheintalhof Schnifis                                                     |
| ja   | Datei hochladen | Kath. Pfarrkirche hl. Johannes d. T. und Friedhof HERIS-ID: 56310 Objekt-ID: 65538 | Rolfis 69, bei Standort KG: Schnifis    | Zeitgenössische Dokumente belegen, dass es in Schnifis bereits 830 eine Kirche gab. Der erste urkundliche Beleg einer Kirchweihe stammt aus dem Jahr 1535. Das Langhaus wurde 1817 erweitert. Nach einem Brand 1971 wurde das Bauwerk „im schlichtem Stil der damaligen Zeit“ um- und ausgebaut. | BDA-Hist.: Q24256696 Status: § 2a Stand der BDA-Liste: 2025-06-30 Name: Kath. Pfarrkirche hl. Johannes d. T. und Friedhof GstNr.: .20, 167 Pfarrkirche hl. Johannes dem Täufer (Schnifis) |
| ja   | Datei hochladen | Lourdeskapelle HERIS-ID: 82697 Objekt-ID: 96541                                    | Standort KG: Schnifis                   | | BDA-Hist.: Q38179048 Status: § 2a Stand der BDA-Liste: 2025-06-30 Name: Lourdeskapelle GstNr.: .173                                                                                       |